# Фінал Кубка Футбольної ліги 1989
Фінал Кубка Футбольної ліги 1989 — фінальний матч розіграшу Кубка Футбольної ліги 1988—1989, 29-го розіграшу Кубка Футбольної ліги. У матчі, що відбувся 9 квітня 1989 року на стадіоні «Вемблі», зіграли «Ноттінгем Форест» та «Лутон Таун».

## Шлях до фіналу
| Ноттінгем Форест     | Ноттінгем Форест                        | Раунд                           | Лутон Таун       | Лутон Таун                                   |
| -------------------- | --------------------------------------- | ------------------------------- | ---------------- | -------------------------------------------- |
| Суперник             | Результат                               | Кубок Футбольної ліги 1988—1989 | Суперник         | Результат                                    |
| Честер Сіті          | 6–0 вдома, 4–0 на виїзді                | Другий раунд                    | Бернлі           | 1–1 вдома, 1-0 на виїзді                     |
| Ковентрі Сіті        | 3-2 вдома                               | 1/16 фіналу                     | Лідс Юнайтед     | 2–0 на виїзді                                |
| Лестер Сіті          | 0-0 на виїзді, 2–1 вдома (перегравання) | 1/8 фіналу                      | Манчестер Сіті   | 3–1 вдома                                    |
| Квінз Парк Рейнджерс | 5-2 вдома                               | 1/4 фіналу                      | Саутгемптон      | 1-1 вдома, 2-1 (дч) на виїзді (перегравання) |
| Бристоль Сіті        | 1-1 вдома, 1–0 (дч) на виїзді           | 1/2 фіналу                      | Вест Гем Юнайтед | 3-0 на виїзді, 2-0 вдома                     |

## Матч

### Деталі
| 9 квітня 1989 |

| Ноттінгем Форест              | 3:1      | Лутон Таун  |
| ----------------------------- | -------- | ----------- |
| Клаф 54' (пен.), 76' Вебб 68' | Протокол | Гарфорд 35' |

| Вемблі, Лондон Глядачів: 76 130 Арбітр: Роджер Мілфорд |

| Ноттінгем Форест | Лутон Таун |

|                  |  |                 |  |
|                  |  |                 |  |
| В                |  | Стів Саттон     |  |
| З                |  | Браян Лоус      |  |
| З                |  | Стюарт Пірс (к) |  |
| З                |  | Дес Волкер      |  |
| З                |  | Террі Вілсон    |  |
| ПЗ               |  | Стів Годж       |  |
| ПЗ               |  | Томмі Гейнор    |  |
| ПЗ               |  | Ніл Вебб        |  |
| ПЗ               |  | Гаррі Паркер    |  |
| Н                |  | Найджел Клаф    |  |
| Н                |  | Лі Чапмен       |  |
| Запасні:         |  |                 |  |
| З                |  | Стів Четтл      |  |
| Н                |  | Лі Гровер       |  |
| Головний тренер: |  |                 |  |
| Браян Клаф       |  |                 |  |

|                  |  |                 |  |     |
| В                |  | Лес Сілі        |  |     |
| З                |  | Тім Брікер      |  |     |
| З                |  | Ешлі Граймс     |  | 77' |
| З                |  | Стів Фостер (к) |  |     |
| З                |  | Дейв Біумонт    |  |     |
| ПЗ               |  | Девід Пріс      |  |     |
| ПЗ               |  | Денні Вілсон    |  |     |
| ПЗ               |  | Ріккі Гілл      |  |     |
| ПЗ               |  | Кінгслі Блек    |  |     |
| Н                |  | Рой Вегерле     |  |     |
| Н                |  | Мік Гарфорд     |  |     |
| Запасні:         |  |                 |  |     |
| З                |  | Даррон Макдоног |  | 77' |
| Н                |  | Рафаель Мід     |  |     |
| Головний тренер: |  |                 |  |     |
| Рей Гарфорд      |  |                 |  |     |